# 唐津赤十字病院
唐津赤十字病院（からつせきじゅうじびょういん）は、佐賀県唐津市にある医療機関である。日本赤十字社佐賀県支部設置の病院である。ICU、CCU病床を備える。

## 沿革
- 1957年（昭和32年）10月15日 - 内科・外科・小児科・理学診療科の4科制にて唐津赤十字病院を開設。
- 1970年（昭和45年）12月 - 唐津市助産施設の指定。
- 1981年（昭和56年）4月
  - - 病院群輪番制病院（救急指定二次）の指定。
  - - 佐賀県緊急時医療施設（原子力発電防災関係除染室）の完成。
- 1993年（平成5年）6月 - HIV感染症に関する中核医療機関の指定。
- 1997年（平成9年）11月 - 地域災害医療センターの指定。
- 1998年（平成10年）
  - 4月 - 臨床研修病院の指定。
  - 10月 - 結核病床の廃止。
- 1999年（平成11年）4月 - 感染症医療機関の指定。
- 2007年（平成19年）
  - 1月 - 地域がん診療連携拠点病院の指定。
  - 7月 - 地域医療支援病院の指定。
  - 10月 - 開院50周年を迎える。
- 2008年（平成20年）4月 - がん医療推進センターの設置。
- 2009年（平成21年）- 救命救急センター設置の認定。
- 2016年（平成28年）- 二タ子から和多田へ移転、開院。

## 診療科
- 内科
- 神経内科
- 呼吸器内科
- 消化器内科
- 循環器内科
- 血液内科
- 糖尿病内科
- 腎臓内科
- 外科
- 乳腺外科
- 消化器外科
- 小児科
- 整形外科
- 脳神経外科
- 皮膚科
- 泌尿器科
- 産婦人科
- 眼科
- 耳鼻咽喉科
- 放射線科
- 麻酔科
- リハビリテーション科
- 救急科
- 歯科
- 歯科口腔外科

診療協働部門
- 看護部
- 診療録管理室
- 検査部
- 薬剤部
- 放射線技術課
- リハビリテーション課部
- 栄養課
- 医療安全推進センター

## 医療機関の指定等
- 地域医療支援病院
- 地域がん診療連携拠点病院
- 三次救命救急センター
- 地域災害拠点病院
- 二次被ばく医療機関[1]
- 船員法第83条に基づく指定医[2]
- 佐賀DMAT指定医療機関
- 臨床研修病院
- DPC対象病院
- 感染症医療機関

## 交通アクセス
列車 ：JR九州唐津駅より、徒歩約30分程度。

バス ：昭和バス 「唐津赤十字病院」バス停下車

車  ：二丈浜玉有料道路より、車で約20分程度。